# باري سميث (لاعب كرة قدم أمريكية)
باري سميث (بالإنجليزية: Barry Smith)‏ هو لاعب كرة قدم أمريكية أمريكي، ولد في 15 يناير 1951 في ويست بالم بيتش في الولايات المتحدة.

## وصلات خارجية
- باري سميث على موقع مرجع كرة القدم المحترفة.كوم (الإنجليزية)